# Estensione separabile
In matematica, un'estensione separabile è un'estensione di campi algebrica {\displaystyle K\subseteq L} in cui il polinomio minimo di ogni elemento di {\displaystyle L} è un polinomio separabile. Un'estensione non separabile è detta inseparabile.
Le estensioni separabili sono particolarmente importanti nella teoria di Galois: infatti il teorema di corrispondenza di Galois, che è al centro della teoria, vale per estensioni finite che sono separabili e normali (dette estensioni di Galois).
Se la caratteristica di {\displaystyle K} è 0, allora tutte le estensioni algebriche di {\displaystyle K} sono separabili. Se la caratteristica è un numero primo {\displaystyle p}, invece, possono esistere estensioni non separabili: ad esempio, l'estensione {\displaystyle \mathbb {Z} _{p}(X^{p})\subseteq \mathbb {Z} _{p}(X)} non è separabile, perché il polinomio minimo di {\displaystyle X} su {\displaystyle \mathbb {Z} _{p}(X^{p})} è {\displaystyle T^{p}-X^{p}}, che non è separabile. Se tutte le estensioni algebriche di {\displaystyle K} sono separabili, allora {\displaystyle K} è detto essere un campo perfetto; per quanto detto sopra, ogni campo di caratteristica 0 è perfetto. Se invece {\displaystyle K} ha caratteristica {\displaystyle p} allora è perfetto se e solo se ogni elemento ha una radice {\displaystyle p}-esima nel campo (cioè il suo endomorfismo di Frobenius è suriettivo); ad esempio, ogni campo finito è perfetto.

## La chiusura separabile di un campo
L'insieme di tutti gli elementi di {\displaystyle L} separabili su {\displaystyle K} è un campo, indicato con {\displaystyle K_{s}}, e detto chiusura separabile di {\displaystyle K} in {\displaystyle L}; {\displaystyle K\subseteq L} è un'estensione separabile se e solo se la chiusura separabile è esattamente {\displaystyle L}. Il grado {\displaystyle [K_{s}:K]} è detto grado di separabilità di {\displaystyle K\subseteq L}, mentre il quoziente {\displaystyle [L:K]/[K_{s}:K]} è detto grado di inseparabilità. Quest'ultimo può essere pensato come un modo per "misurare" quanto un'estensione è lontana dall'essere separabile.